# Befrugtning
En befrugtning (undfangelse) er den proces hvor en sædcelle og en ægcelle smelter sammen og danner en zygote (befrugtet ægcelle).
Præcis hvordan denne sammensmeltning foregår, har længe været et mysterium for videnskabsmænd.  Nu viser det sig, at et sammenkoblet bundt af tre proteiner er nøglen, der lader sæd og æg smelte sammen.  Det afgørende bundt af proteiner deles af dyr så fjernt beslægtede som fisk og pattedyr, og højst sandsynligt også mennesker, se 3D-modeller af bundtet af de tre proteiner.